# Polyosma integrifolia
Polyosma integrifolia är en tvåhjärtbladig växtart som beskrevs av Carl Ludwig von Blume. Polyosma integrifolia ingår i släktet Polyosma och familjen Escalloniaceae. Inga underarter finns listade i Catalogue of Life.